# Shibetsu

Shibetsu (士別市 Shibetsu-shi?) este un municipiu din Japonia, prefectura Hokkaidō.